# Повторяющийся гэг
Повторяющийся гэг или повторяющаяся шутка — литературный приём, который принимает форму забавной шутки или комической отсылки и неоднократно появляется в литературном произведении или в другой форме повествования. Несмотря на то, что они похожи, крылатые фразы не считаются повторяющимися гэгами.
Повторяющиеся шутки могут начинаться с непреднамеренной забавной ситуации, которая затем повторяется в вариациях по мере того, как шутка становится знакомой, и зрители ожидают её повторного появления. Эффект такой шутки может полностью зависеть от того, как часто она повторяется, но отправное утверждение или ситуация всегда будет ассоциироваться с её первым появлением. Тривиальное утверждение не может стать шуткой только потому, что его повторяют. Повторяющийся гэг может также срабатывать из-за (не)уместности ситуации, в которой он выполняется, или из-за того, что аудитория ожидает одного продолжения, а реализуется другое (приманка и подмена). Повторяющиеся шутки встречаются в повседневной жизни, театральных постановках, телешоу, видеоиграх, фильмах, книгах, комиксах и, потенциально, в любой другой ситуации, в которой есть место юмору юмор и достаточно времени для повторения.
Повторяющийся гэг может быть словесным или визуальным и может «передавать социальные ценности, вторя воинственным ораторам шквалом карикатурных угроз». Например, персонаж может представить другим предложение, которое настолько нелепо или возмутительно, что, вероятно, будет насмешкой над собой до такой степени, что первоначальный запрос имеет мало или вообще не имеет шансов на реализацию и приводит к юмористическому эффекту.